# 1.ª División de Caballería (Argentina)
La 1.ª División de Caballería fue una gran unidad del Ejército Argentino con asiento en la ciudad de Buenos Aires.

## Historia
En 1936 el alto mando creó dos divisiones de caballería (1 y 2) con asiento en Buenos Aires y Concordia (provincia de Entre Ríos), respectivamente. El comando de la 1.ª división quedó instalado en los cuarteles de la ciudad de Buenos Aires. En dependencia directa del Ministerio de Guerra. La división concentra unidades de su arma. Los regimientos 2, 8 y 10 de caballería y los granaderos a caballo, con cuarteles en Campo de Mayo.
El crecimiento de las divisiones motivó la creación de comandos de ejército en 1938, fijando la dependencia de las divisiones de caballería en el Comando de Caballería del Ejército (dependiente del inspector general del Ejército) con oficina en Buenos Aires. La evolución del equipo militar modificó la organización. En 1946 el gobierno del general Perón gestionó la compra de tanques M4 Sherman de la Segunda Guerra Mundial, dotando de material a la 1.ª División. La misma estaba organizada en tres agrupaciones blindadas en Campo de Mayo, Magdalena y Junín.
La llegada de los blindados M4 Sherman con cañón de 105 mm y otros materiales introdujo modificaciones. La división cambió su denominación a 1.ª División de Caballería Blindada. Hacia 1958 la división formaba en el Tercer Ejército, con comando en Buenos Aires.
En 1964 el comando en jefe resolvió reorganizar el ejército en cuerpos y brigadas. Creó dos brigadas de caballería transfiriendo los regimientos. En Campo de Mayo, la Primera Brigada de Caballería refundió la división y trasladó su comando a Tandil, dejando disuelta la división.

## Organización (1943)
- Comando de división, Campo de Mayo
- Regimiento de Caballería 8, Campo de Mayo
- Regimiento de Granaderos a Caballo, Campo de Mayo
- Regimiento de Caballería 2, Campo de Mayo[5]
- Regimiento de Caballería 10, Campo de Mayo

## Organización (1958)
- Comando de división, Campo de Mayo[2]
- Agrupación Blindada "A", Campo de Mayo
- Agrupación Blindada "B", Magdalena
- Agrupación Blindada "C", Junín